# Companhia Portuguesa de Transportes Marítimos
Companhia Portuguesa de Transportes Marítimos (CPTM ou CTM) foi uma empresa de navegação portuguesa criada em 1974.
Em Fevereiro de 1974, a Companhia Colonial de Navegação (CCN) fundiu-se com a Empresa Insulana de Navegação (EIN) para formar a Companhia Portuguesa de Transportes Marítimos (CPTM). Após a revolução de 25 de Abril de 1974, foi nacionalizada.
Em 1976, foram incorporadas na CPTM a Sociedade de Construções Metálicas e a Sofamar.
Foi extinta em 1985 e liquidada em 2001.